# Distretto di Adi Teclesan
Il distretto di Adi Teclesan (o Ad Teclesan) è un distretto dell'Eritrea nella regione dell'Anseba, con capoluogo Adi Teclesan.